# かきくけこじせいご
「かきくけこじせいご」は、かしわプロダクション制作による地方局向けラジオ番組である。

## 概要
中国の古語である「故事成語」をテーマにしたミニトーク番組。キャッチコピーは「耳で聴く故事成語」。

## パーソナリティ
- 杉原徹

## テーマソング
- 宗次郎「リュブリャーナの青い空」（『宗次郎オリジナルBEST featuring voice』に収録）

## ネット局と放送時間
2023年4月時点
- 北海道放送：土曜 8:25 - 8:30
- ラジオ福島：土曜 8:50 - 8:55
- 長崎放送：木曜 16:20 - 16:25

### 過去のネット局
- 青森放送：月曜 - 金曜 11:15 - 11:20（2021年5月28日打ち切り）
- 山形放送：土曜 5:05 - 5:10・日曜 6:15 - 6:20、これ以前は月曜 - 金曜の11:45 - 11:50の枠にオンエアされていた。放送期間は全期間を通して2005年4月～2011年3月まで。
- 新潟放送：日曜 8:45 - 8:50
- 山梨放送：日曜 7:40 - 7:45
- 静岡放送：日曜 5:10 - 5:20
- 四国放送：土曜 17:40 - 17:45（2021年5月29日打ち切り）
- 南海放送：月 - 金曜 17:25 - 17:30（2010年10月より放送開始、終了時期不明）
- 山口放送：月曜 - 金曜 16:30 - 16:35
- 大分放送：木曜 18:30 - 18:45[1]